# Буда (Дзержинский район)
Бу́да (бел. Бу́да) — деревня в составе Демидовичского сельсовета Дзержинского района Минской области Беларуси. Деревня расположена в 22 километрах от Дзержинска, 25 километрах от Минска и 8 километрах от железнодорожной станции Фаниполь.

## История
Известна с начала XVIII века, как деревня в Минском повете Минском воеводстве Великого княжества Литовского. В 1707 году в деревне насчитывается 3 двора, является владением К. Друцкого-Соколинского. После второго раздела Речи Посполитой, в 1793 году — в составе Российской империи. В 1799 году в Буде насчитывается 7  дворов, 40 жителей, владение князя Д. Радзивилла. Во 2-й половине XIX века — начале XX века деревня в составе Койдановской волости Минской губернии. В 1858 году в деревне 30 жителей мужского пола, владение помещика С. Дыбовского, находилась в составе Каверлянской сельской общины. В 1897 году, в деревне насчитывалось 17 дворов, 103 жителя, действовал хлебозапасный магазин, корчма. В 1917 году в деревне насчитывается 23 двора, проживает 101 житель.
С 20 августа 1924 года деревня в составе Байдакского сельсовета (с 29 октября 1924 по 21 августа 1925 года назывался Ледниковским) Койдановского района Минского округа, с 23 марта 1932 года в составе Сталинского сельсовета (до 14 мая 1936 года — польском национальном с/с), с 29 июня 1932 года Койдановский район стал именоваться Дзержинским. 31 июля 1937 года Дзержинский польский национальный район был упразднён, территория сельсовета передана в состав Заславского района. С 20 февраля 1938 года деревня в составе Минской области, с 4 февраля 1939 года в составе восстановленного Дзержинского района. В 1926 году в Буде насчитывается 26 дворов, 105 жителей. В годы коллективизации был организован колхоз им. Будённого. Действовали стоярная и шорная мастерские, колхоз обслуживался Фанипольской МТС.
В годы Великой Отечественной войны была оккупирована немецко-фашистскими захватчиками, с 28 июня 1941 по 6 июля 1944 года. На фронтах войны погибли 4 жителя деревни. После войны был восстановлен деревенский колхоз. С 8 апреля 1957 года находится в составе Демидовичского сельсовета. В 1960 году в деревне Буда проживал 41 житель, входила в состав колхоза им. Фрунзе. В 1991 году насчитывается 12 хозяйств, 21 житель. По состоянию на 2009 год в составе УП «Демидовичи», насчитывается 7 хозяйств, 12 жителей.

## Население
| Численность населения (по годам) | Численность населения (по годам) | Численность населения (по годам) | Численность населения (по годам) | Численность населения (по годам) | Численность населения (по годам) | Численность населения (по годам) | Численность населения (по годам) | Численность населения (по годам) |
| 1799                             | 1897                             | 1909                             | 1917                             | 1926                             | 1960                             | 1991                             | 1999                             | 2004                             |
| -------------------------------- | -------------------------------- | -------------------------------- | -------------------------------- | -------------------------------- | -------------------------------- | -------------------------------- | -------------------------------- | -------------------------------- |
| 40                               | ↗103                             | ↗113                             | ↘101                             | ↗105                             | ↘41                              | ↘21                              | ↘11                              | ↘7                               |
| 2009                             | 2017                             | 2018                             | 2020                             | 2022                             |                                  |                                  |                                  |                                  |
| ↗12                              | ↗17                              | ↗18                              | ↗22                              | ↗29                              |                                  |                                  |                                  |                                  |